# 雅典 (德克薩斯州)
雅典（英語：Athens）是一個位於美國德克薩斯州亨德森縣的城市。根據2010年美國人口普查，該地共人口12710人，而該地的面積約為49.70平方千米。同時該地也是亨德森縣的縣治。

## 地理
雅典的座標為32°12′10″N 95°50′57″W / 32.20278°N 95.84917°W，而該地的平均海拔高度為149米（即489英尺）。